# Dolní cesty dýchací

Dolní cesty dýchací (od hrtanu po plíce)

Dolní cesty dýchací zahrnují některé orgány dýchací soustavy, jimiž proudí vzduch při dýchání. Dýchací soustava přechází z horních cest dýchacích do dolních cest dýchacích tzv. hrtanovou příklopkou.

## Části

### Hrtan
Hrtan (larynx) je trubice skládající se mimo jiné z těchto částí:
- hrtanová příklopka (epiglottis) – při polykání zavírá hrtan (nepodmíněný reflex)
- chrupavka štítná (cartilago thyroidea) – tzv. „ohryzek“, vazivem spojena s jazylkou
- chrupavky hlasivkové (cartilagines arytenoideae).

Chrupavky jsou spojeny vazy, klouby a svaly. Podílí se na změně velikosti hrtanové štěrbiny při dýchání a řeči. Hlasové ústrojí (hlasivky) představují hlasové vazy mezi hlasivkovými chrupavkami a chrupavkou štítnou. Hlasových vazů jsou dva páry: pravé (horní), mezi nimiž je hlasová štěrbina, a nepravé (dolní) – vydechovaný zvuk rozechvívá pravé hlasové vazy.

### Průdušnice
Průdušnice je nepárová trubice, která je dlouhá 12–13 cm a široká 1,5–1,8 cm. Je vyztužena 15 až 20 podkovovitými chrupavkami. Sliznice obsahuje řasinkový epitel.

### Průdušky a plíce
Průdušky vystupují do plic. Obě průdušky (pravá a levá) jsou vyztuženy podkovovitými chrupavkami. Jsou vystlány řasinkovým epitelem, který kmitá směrem nahoru (odstranění nečistot).